# Edgar Wallace
Richard Horatio Edgar Wallace (Greenwich, 1 april 1875 – Hollywood, 10 februari 1932) was een Engelse journalist en schrijver van misdaadthrillers en toneelstukken.
Zijn ouders waren acteurs, Richard Horatio Edgar Marriott en Polly Richards. Toen hij negen dagen oud was werd hij geadopteerd door een visboer uit Billingsgate in Londen, die hem als een eigen zoon opvoedde. Hij begon zijn schrijverscarrière als oorlogscorrespondent voor de Londense krant de Daily Mail in de Tweede Boerenoorlog. Daarna legde hij zich toe op misdaadverhalen, in een hoog tempo: hij zou in totaal 175 boeken schrijven, naast 24 toneelstukken en een grote hoeveelheid journalistiek werk. Zijn eerste boek was The Four Just Men (1905) (Nederlands: De vier rechtvaardige mannen), dat handelt over een groep mannen die de wet in eigen hand nemen. Als publiciteitsstunt verscheen het zonder het einde; de lezers werd verzocht de juiste toedracht zelf te achterhalen en ze konden daarmee een geldprijs winnen. Er waren echter zoveel juiste inzendingen dat Wallace er bijna bankroet aan ging, maar zijn naam was wel gevestigd en dit en vele van zijn latere boeken werden beststellers.
Hij wordt algemeen beschouwd als de "uitvinder" van de moderne thriller; zijn helden zijn over het algemeen politiemensen en geen amateurdetectives zoals de meeste detectiveschrijvers toen gebruikten. Hij was een meester in het opbouwen van spanning, naar een climax, en het uitwerken van ingenieuze plots waar de identiteit van de dader, en de manier waarop deze de misdaad pleegde, pas op het allerlaatste nippertje wordt onthuld.
Hij stierf aan een longontsteking in Hollywood waar hij o.a. werkte aan het scenario voor de film King Kong, die in 1933 werd uitgebracht. Ondanks zijn enorme productie liet hij vanwege zijn exuberante levensstijl grote schulden achter, die echter binnen enkele jaren uit de opbrengsten van zijn boeken, films en theaterstukken volledig konden worden afgelost.
Meer dan 160 van zijn boeken zijn verfilmd, en naast Groot-Brittannië was hij vooral in Duitsland populair; in beide landen werden er nog vanaf 1959 filmseries gemaakt rond zijn verhalen. Ook in het Nederlands zijn veel boeken van Edgar Wallace vertaald, onder meer in de Zwarte Beertjes-, Prisma- en Prisma Detective-reeksen.
Selectie boeken
- Bijgenaamd de duivel (1931) The devil man
- Bloedazen (1929) Red aces
- Buigen of barsten (1918) Down under Donovan
- De beul van Londen (1929) Again the ringer
- De beurskrakers (1910) The cheaters (Nine bears)
- De blauwe hand (1925) The blue hand
- De deur met zeven sloten (1926) The door with seven locks
- De donkere ogen van Londen (1924) The dark eyes of London
- De doodgezwegen dochter (1918) The man who knew
- De drie rechtvaardige mannen (1928) The three just men
- De dubbelganger (1928) The double
- De duivel van Tidal Basin (1931) The devil of Tidal Basin
- De engel der verschrikking (1922) The angel of terror
- De fantast (1926) The joker
- De formidabele Fifty-Five (1922) The flying Fifty-Five
- De geheimzinnige smaragd (1926) The square emerald
- De gele slang (1926) The yellow snake
- De gevederde slang (1927) The feathered serpent
- De gladakker (1929) The twister
- De gravin van Ascot (1930) The lady of Ascot
- De groene dood (1919) The green rust
- De grote onbekende (1927) The mixer
- De man die Londen kocht (1915) The man who bought London
- De man die zijn naam veranderde (1935) The man who changed his name
- De man uit Marokko (1926) The man from Morocco
- De man van het Carlton hotel (1931) The man at the Carlton
- De onderdrukker (1923) Captain of souls
- De onvindbare verrader (1927) The squeaker
- De prater en andere verhalen (1928) The orator
- De rechtvaardige mannen van Cordova (1917) The just men of Cordova
- De revolverheld (1928) The gunner
- De rode cirkel (1922) The Crimson circle
- De rode hand (1913) The fourth plague
- De rubberbandieten (1929) The India rubber men
- De sinistere man (1924) The sinister man
- De valsemunter (1927) The forger
- De vier rechtvaardige mannen (1921) The law of the four just men
- De vliegende brigade (1928) The flying squad
- De vreemde gravin (1925) The strange countess
- De vrijbuiter (1928) The brigand
- De Wet van de vier rechtvaardige mannen (1921) The law of the four just men
- De wraak van een vrouw (1929) The calendar
- De wreker (1925) The avenger
- De wurgende hand (1925) A king by night
- De zonen van Ragousa (1927) The hand of power
- De zwarte monnik (1926) The black abbot
- Detective verhalen (1925) The mind of Mr. J. G Reeder
- Dodencel (1935) Smoky cell
- Dolle Kate, bendeleidster (1917) Kate, plus ten
- Een miljoen als uitzet (1926) The million dollar story
- Een oude schuld (1916) A debt discharged
- En ze leefden lang noch gelukkig (1920) The daffodil mystery
- Engels des doods (1931) On the spot
- Exclusief pension (1927) Terror keep
- Flat nummer 2 (1927) Flat 2
- Gangsters in Londen (1932) When the gangs came to London
- Genootschap de kikker (1925) The fellowship of the Frog
- Het boek der duivelse machten (1921) The book of all power
- Het driemanschap (1928) Again the three just men
- Het edelmoedige meisje (1908) Angel esquire
- Het eiland van Eva (1909) Eve's lsland
- Het geheim van de drie eiken (1924) The three oak mystery
- Het geheim van de zilveren sleutel (1930) The clue of the silver key
- Het geheim van het eenzame huis (1929) The lone house mystery
- Het geheim van Mark's priory (1932) The frightened lady
- Het gezicht in de nacht (1924) The face in the night
- Het gouden afgodsbeeld (1929) The golden hades
- Het meisje en de onbekende (1928) Double Dan
- Het meisje en het eenzame huis (1917) The secret house
- Het mysterie van de gedraaide kaars (1916) The clue of the twisted candle
- Het politieraadsel (1925) The ringer
- Het raadsel van de sleutel (1923) The clue of the new pin
- Het spook van Garre Castle (1923) The green archer
- Het valse spoor (1927) Big Foot
- Het verdwenen miljoen (1923) The missing million
- Het wapen van Sketchley (1923) The coat of arms
- Jonkvrouw op drift (1923) The tramp
- Kamer 13 (1924) Room 13
- Melodie van de dood (1915) The melody of death
- Moord in het villapark (1922) The valley of ghosts
- Penelope van de Polyanthe (1926) Penelope of the Polyanthe
- Rechter Maxell (1922) Mr. Justice Maxell
- Renpaarden en nachtmerries (1929) The green ribbon
- Scotland Yard contra een fantast (1926) The joker
- Steeds weer klaverboer (1920) Jack O'Judgement
- Strijd tegen de Red Hundred (1908) The council of justice